# Eupholidoptera epirotica
Eupholidoptera epirotica is een rechtvleugelig insect uit de familie sabelsprinkhanen (Tettigoniidae). De wetenschappelijke naam van deze soort is voor het eerst geldig gepubliceerd in 1927 door Willy Adolf Theodor Ramme.